# Цугба, Вячеслав Михайлович
Вячеслав Михайлович Цугба (абх. Виачеслав Михаил-иҧа Цыгәба; род. 1 января 1944, с. Аацы, Гудаутский район, Абхазская АССР) — абхазский политический деятель, премьер-министр Абхазии в 1999—2001 годах.

## Биография
В 1970 году окончил Сухумский педагогический институт, в 1978 году — аспирантуру Академии общественных наук при ЦК КПСС.
В 1973—1975 годах — 1-й секретарь Абхазского обкома комсомола, в 1975—1978 годах — 1-й секретарь Очамчирского райкома КПСС, в 1978—1989 годах — заместитель председателя Совета министров Абхазской АССР, был депутатом Верховного Совета Абхазской АССР.
В 1991—1999 годах — председатель Центризбиркома Абхазии, с 1993 года — член Кабинета министров. В 1999—2001 годах — премьер-министр Абхазии.
Женат, имеет двух детей и трёх внуков.